# Estadio Vicente Calderón
Estadio Vicente Calderón (tidligere Estadio Manzanares (1966-1971)) var et fodboldstadion i Madrid og var hjemmebane for den spanske fodboldklub, Atletico Madrid.
Dette stadion hed oprindeligt Estadio Manzanares, men blev senere opkaldt efter den berømte klubpræsident ved navn Vicente Calderón.
Estadio Vicente Calderón stod færdigbygget i 1966. Det har plads til 54.851 tilskuere.
Sammen med Estadio Ramón Sánchez Pizjuán i Sevilla danner Estadio Vicente Calderón ofte rammen om det spanske fodboldlandsholds hjemmekampe.
Da Spanien i 1982 var værtsnation for verdensmesterskaberne i fodbold, afvikledes tre af turneringens gruppekampe på denne bane.
Stadionet blev, efter at Atletico Madrid flyttede til Wanda Metropolitano, lukket i 2017.
 Der er for få eller ingen kildehenvisninger i denne artikel, hvilket er et problem. Du kan hjælpe ved at angive troværdige kilder til de påstande, som fremføres i artiklen.

- Wikimedia Commons har flere filer relateret til Estadio Vicente Calderón